# 介護殺人
介護殺人（かいごさつじん）とは、介護する側の人間が介護の対象者を殺害することによって発生する殺人。

## 日本

### 概要
厚生労働省は2006年(平成18年)度から「介護している親族による、介護をめぐって発生した事件で、被介護者が65歳以上、かつ虐待等により死亡に至った事例｣を計数しており、2015年(平成27年)度までに247件、250人の被害者が出ている。警察庁は2007年(平成19年)から主たる被疑者の犯行の動機として「介護・看病疲れ」を計数しており、2015年(平成27年)までの検挙数として、殺人事件8,058件中398件、自殺関与167件中16件、傷害致死955件中22件などとなっている。新聞記事を分析した湯原の調査によると1998年から2015年の間で716件の死亡事例の中で724人の犠牲者が出ており、夫が妻を殺害する事件が33.5%、息子が親を殺害する事件が32.8%で、男性加害者が72.3%、女性被害者が74.3%を占めている。。湯原は介護保険法後も件数の減少は見られないとしている。判決の多くは執行猶予が付される。裁判員裁判となる事例が生じ、強姦致傷などが重罰化、介護殺人などで執行猶予がつく量刑の両極化が見られる中、被告の罪の軽減を求める嘆願書に署名した候補者が選任手続きから除外されるケースも起きている。

### 背景

#### 制度的背景
1963年(昭和38年)老人福祉法が制定され、特別養護老人ホームという名称が使われはじめた。1960年代後半に人口の高齢化が認識され、高齢化社会を迎えた日本では、身体に不自由を抱えた老人の生活援助に力を入れる必要があった。2000年(平成12年)に介護保険法が成立し、入居基準の明確化などが行われた。2006年(平成18年)4月、改正介護保険法、高齢者虐待防止法が施行され、介護予防と虐待防止を主要業務とした地域包括支援センターが設けられた。2008年、後期高齢者医療制度施行。司法的観点としては1995年(平成7年)刑法から尊属加重規定が削除され、2009年(平成21年)に裁判員制度が導入されている。

#### 介護をめぐる諸問題
ここでは介護殺人の背景となると思われるいくつかのキーワードをもとに、在宅介護にまつわる諸問題を示唆する。
老老介護
1995年9月15日の読売新聞で鵜飼哲夫が佐江衆ー著『黄落』の評として用いており、1996年2月22日第136回国会衆議院予算委員会公聴会にて公述人として樋口恵子東京家政大学教授が質問に立ちこの語を用いた。精神的ストレスが指摘されており、布団の上げ下ろし時の急激な血圧上昇も指摘され、共倒れの危険性が危ぶまれた。また、1999年、読売新聞に「家族介護にいつまで頼るのか」と題し「介護者の半数が六十歳以上という「老老介護」、平均介護期間が七・三年という「介護の長期化」、年間十万人が介護のために仕事を辞める「介護離職」と言った重い現実を忘れてはならない。」とする社説が掲載されている。
認認介護
介護殺人
加藤悦子（後に湯原）著『介護殺人 ―司法福祉の観点から』に始まり、2006年、民主党市村浩一郎衆議院議員がこの語を用い質問に立った。湯原は定義を「親族による，介護をめぐって発生した事件で，かつ死亡に至った」事例と規定しており、事前の被介護者への虐待の有無は要件としておらず、介護事業労働者による殺人事件も取り扱っていない。
介護離職
1. 在宅介護者の離職問題
中には介護に掛ける時間が多くなり、他の社員に申し訳なさを感じて会社を退職してしまう社員もいる。その一方で他の理由による退職の際に、介護を偽りの理由として主張する人もいる。大阪府枚方市の事件では介護費用や労働状態からくる貧困、介護する側の身体的な負荷などが問題となった。上述の1999年読売新聞社説にこの記述を見ることができ、2009年南野知惠子参議院文教科学委員長・法務大臣がこの語を用い公述人（山崎康彦・井出栄策）に意見を求めた。厚生労働省はホームページに「仕事と介護の両立 ～介護離職を防ぐために～」という案内を立てている。介護による離転職は、2007年10月から2012年9月までの5年間に約44万人を数えている。
2. 施設介護従事者の離職問題
2015年6月時点における介護の有効求人倍率は2倍、東京だと4倍となる。原因は過酷な労働環境と低賃金とされている。2007年度の埼玉県の調査では県内の介護労働者の離職率は23.1%であった。「仕事内容の割りに賃金が低い(53.1%)」「業務に対する社会的評価が低い(41.4%)」との不満が多い。
介護うつ
「介護うつ」の語は大島渚の介護を綴った小山明子著『パパはマイナス50点 介護うつを越えて 夫、大島渚を支えた10年』およびその後の「介護うつを乗り越えて～今を生きる」と題された講演活動が度々報道に取り上げられた他、小山明子、荻野アンナ、秋川リサらのオピニオン記事またはインタビュー記事が掲載された。また、2009年、清水由貴子が自殺、介護疲れが原因と見られ波紋を呼んだ。姉の清水良子が『介護うつ』を出版している。 2010年井上義久公明党幹事長が質疑、在宅介護者の4分の1が「介護うつ」になっていると指摘した。
ワンオペ介護
介護休業制度そのものに一度にまとめてしか取得できない点や、仕事をする上で代わりがいないこと、給与の減額などを理由に取得が難しいとされる。厚生労働省ホームページでは、介護休業制度の整備は5人以上の事業者で約6割、30人以上の事業者で約8割であるが、制度取得者は2-3%程度で推移している。

#### メディアの反応
1998年、読売新聞が連載「超高齢化時代」の中で重度知的障害を負った息子が被害者となった介護殺人を取り上げた。2009年、中日新聞は加害者へのインタビューから事件の背景を検討、2010年、毎日新聞は介護保険制度が利用されている程度を調査した。2006年に京都市伏見区にて発生した、認知症を患う母に対する息子の殺人事件（京都伏見介護殺人事件）は、新聞やテレビで取り上げられるなど、介護が原因で生じる貧困や殺人、無理心中が社会的に注目されるきっかけとなった。本件では裁判にて懲役2年6月、執行猶予3年の温情判決が下されたものの、8年後被告が自殺してしまった例となったことから、加害者の社会復帰なども含めた問題を提起した。毎日新聞大阪本社は2015年12月から2016年6月までの連載「介護家族」から介護殺人をテーマに加筆・再構成し書籍化、読売新聞は2016年12月5日から、介護殺人を含む「孤絶 家庭内事件」を連載している。

### 分析と見解

#### 家族
厚生労働省は2007年(平成19年)度から内訳を計数している。2015年(平成27年)度までの被害者218人（男性58人、女性160人）中、殺人98人、ネグレクトによる致死57人、ネグレクト以外の虐待死33人、心中20人、その他10人、加害者217人（男性158人、女性59人）中、続柄として、息子96人、夫53人、娘34人、妻19人、孫3人、息子の配偶者3人、娘の配偶者2人、兄弟姉妹2人、その他5人となっている。
毎日新聞はインターネットインフィニティー社の「ケアマネジメント・オンライン」を通じて全国のケアマネジャー730人（男性286人、女性444人）にアンケートを行った。担当した在宅介護の家族について55%が「殺人や心中が起きてもおかしくないと感じたことがある」と答え、93%が「介護者が心身ともに疲労困憊して追い詰められていると感じたことがある」と回答した。この93%の回答のうち、介護者の年齢については（複数回答）「60代」(61%)、「70代」(52%)、「80代」(31%)、追い詰められていると感じた理由については（複数回答）「被介護者への暴力的な言動」(59%)、「不眠で悩んでいた」(54%)、「気分が落ち込み、口数や笑顔が減った」(51%)、「経済的困窮」(50%)となった。
また、介護者支援団体8団体を通して行ったアンケートでは（回答数245人。うち男性62人、女性181人、不詳2人）、介護により精神的・肉体的に限界を感じた人が73%、介護中に暴力を振るった経験がある人が22%、不眠状態が「続いている」(42人)「時々ある」(104人)をあわせて60%、「介護している家族を殺してしまいたいと思ったり、一緒に死のうと考えたりしたことがありますか」に「はい」が20%、うち複数回答で「介護に疲れ果てた時」(77%)、「将来への不安を感じた時」(40%)、に殺害・心中を考える、という結果となった。
湯原は、「事件を回避できなかった理由」として、介護者・被介護者のうつや被介護者の認知症を挙げ、「被告の考え方の特徴」として｢生きていてもしかたがない｣｢被介護者が不憫｣｢被介護者を楽にしてあげたい｣｢被介護者も死を望んでいるだろう｣｢被介護者への怒りと悲しみ｣｢介護から解放されたい｣｢現実から逃げ出したい｣｢介護者を楽にしてあげたい｣｢(被介護者に) 自分の言うことを聞いてほしい｣｢(介護を) 他の人に任せられない｣の9つに分類、「被告が事件回避に向け周囲に助けを求めなかった理由」として｢実際に頼れる人がいなかった｣｢頼るべき親族はいるが現実に頼れなかった｣｢親族に相談したが状況は改善しなかった｣｢外部の相談機関や施設に相談したがうまくいかなかった｣｢誰も頼れないと思い込んだ｣｢子どもに迷惑をかけたくなかった｣の6つに分類した。また、加害者の男女の偏りについては「仕事中心で過ごし、家事や育児に不慣れな男性がいきなり介護に直面すると、負担をとても大きく感じてしまうのでしょう。さらに、男性は女性と比べると、将来を悲観しやすく、周囲に悩みを打ち明けることが少ないのではないでしょうか。壮絶な介護生活が続くと、男性のほうが女性よりうつ状態になる可能性が高いと考えられるのです」と述べている。

#### 介護職員
2014年に発生した川崎老人ホーム連続殺人事件など、介護職員による殺人も発生している。

#### 介護殺人は虐待か
介護殺人について、厚生労働省の調査の定義は前述の通りであり、根本は｢いかなる理由によっても第三者によって生命を絶つ行為は虐待以外の何ものでもない｣とするのに対し、湯原は「虐待と捉えることに違和感を覚えるものも存在する」とし、「介護者をここまで追い詰めた介護環境や, 高齢者をめぐる人間関係を深く理解したうえで, 介護をめぐって発生した死亡事件をどう位置付けるか, 定義に関するさらなる検討が必要である.」と述べた。また、介護疲れによる殺人事件や心中のうち、暴力が確認されないケースを自治体が厚生労働省に高齢者虐待として報告していない例が複数あり、厚生労働省は、未報告が生じない調査方法とするなどの検討をすると報じられた。

### 課題設定とその対策
- 早稲田大学講師で評論家の武田京子は、嫁、家長、長男といった介護者が被介護者の意向と無関係に殺害するという典型像と反例とを描き[53]、「一人に介護を担わせない」「血縁信仰を捨てる」「死ぬ権利はわが手に」「自立した自分の人生を生きる」といった題目と[54]、「男性にも家事や介護の知識・技術を」「介護の公的サービスの充実を」「家庭介護から地域介護へ」といった標題を掲げた[55]。
- 2006年の法改正については「虐待防止の相談窓口が全国にできたことは大きな前進。だが、人材確保や研修の充実、家族支援などに必要な予算が確保されなければ、実効のある対応は期待できない」（高崎絹子・東京医科歯科大学大学院教授）、「必要なら在宅サービスの支給限度額いっぱいまで使えるよう、ケアマネジャーが要介護者の生活全般を見てプランを作るべきだ」「将来的には、重度者の限度額引き上げを検討する必要がある」（池田省三・龍谷大学教授）、「孤立した世帯を見つけるには、"地域の目"をどれだけ増やせるかがカギを握る」（川崎市地域包括支援センター担当者）といった意見があがった[10]。
- 花園大学委嘱研究員の根本治子は[56]、医療・福祉・の専門性の保証、地域力の活用、医療・福祉・司法の連携の必要性を論じ[57]、「筆者は、家族を介護するのはあくまでも家族が主体だと考えている。」との立場に立った[58]。
- 日本福祉大学准教授の湯原悦子は、国主導の事件の検証、「介護者法」のような法整備、自治体独自の支援策を求め[59]、「現在日本でもイギリスの実践に習い，ケアマネジャーらが介護者アセスメントの開発を行い，ケアプラン作成技術の向上をめざす試みが始まっている．それらを一部の実践に留めることなく，介護者支援の方策として全国に展開していくことが今後の課題である．」と述べた[9]。
- 東洋大学准教授の高野龍昭は、ケアマネジャーとして介護に携わった経験から、サービスを十分活用して欲しいと述べた[59]。
- 毎日新聞は「ケアマネジメント・オンライン」を通したアンケートで「疲れている介護者」を支える必要な支援を質問したところ（複数回答）、「夜間や緊急時に対応できるサービスの充実」(68%)、「経済的支援」(62%)、「介護者支援のための新たな法律の整備」(55%)があがった。記者らは「ケアマネジャーの仕事は忙しい。それに、介護者を直接に手助けすることは本来の業務では定められていない。」と指摘し、ショートステイ、レスパイトケアの重要さと、その利用を阻む貧困と人手不足、介護者支援の法整備不備に言及、また、男性介護者限定で悩みなどを語り合う場が各地で作られていることに注目した[60]。

## 日本国外
湯原によると「海外の文献のなかに高齢者の介護殺人をテーマに論じた研究は見出すことができなかったが,高齢者の心中についてはアメリカを中心に, 多くの研究の蓄積がある.」という。高齢者のmurder-suicideに関しては、妻を介護する男性介護者が加害者となる例が多く、加害者がうつで治療を受けていない例が多い。
毎日新聞は、欧米など主要国でも在宅介護を推進しているとしている。イギリスでは法律で介護者の権利をうたっており（2014年、関連法を統合し介護法が成立）、家族の介護は社会を支える重要な労働として週35時間以上の介護に対し週62.10ポンドの手当てがある（所得制限あり）。また「小休止」を意味するレスパイトケアの制度があり、夜間を含め、施設が預かったり、ヘルパーが訪問したりすることで介護を一定期間代替できる。英国と事情は異なるが、ドイツやアメリカ合衆国でもレスパイトケアがあり（米国では2006年、州単位から全国民の権利として法で定められた）、オーストラリアや欧州連合諸国も介護者支援を法でうたい、現金給付やレスパイトケアがある。